# البحرية 5: ساحة المعركة (فلم)
البحرية 5: ساحة المعركة (بالإنجليزية: The Marine 5: Battleground) هو فيلم حركة تم إنتاجه في الولايات المتحدة وصدر سنة 2017 بطولة ذا ميز وماريس أوليت وهيث سلايتر وهو الجزء الخامس من سلسلة أفلام «البحرية».

## القصة
رجل يعمل بالطوارئ الطبية يجد نفسه محاصرا بعد استجابتة لنداء استغاثة من قبل عصابة شريرة تحاول قتله بلا رحمة.

## وصلات خارجية
البحرية 5: ساحة المعركة على موقع IMDb (الإنجليزية)
- البحرية 5: ساحة المعركة على موقع روتن توميتوز (الإنجليزية)
- البحرية 5: ساحة المعركة على موقع ألو سيني (الفرنسية)
- البحرية 5: ساحة المعركة على موقع أول موفي (الإنجليزية)
- البحرية 5: ساحة المعركة على موقع قاعدة بيانات الفيلم (الإنجليزية)
- البحرية 5: ساحة المعركة على موقع ليتربوكسد (الإنجليزية)
- البحرية 5: ساحة المعركة على موقع كينوبويسك (الروسية)